# Yantan (köpinghuvudort i Kina, Zhejiang Sheng, lat 28,45, long 120,72)
Yantan (kinesiska: 岩坦, 岩坦镇) är en köpinghuvudort i Kina. Den ligger i provinsen Zhejiang, i den östra delen av landet, omkring 210 kilometer söder om provinshuvudstaden Hangzhou. Antalet invånare är 5 535. Befolkningen består av 2 722 kvinnor och 2 813 män. Barn under 15 år utgör 23,0 %, vuxna 15-64 år 59 %, och äldre över 65 år 17,0 %.
Runt Yantan är det tätbefolkat, med 266 invånare per kvadratkilometer. Närmaste större samhälle är Fenglin, 14,5 km söder om Yantan. I omgivningarna runt Yantan växer i huvudsak blandskog.
Genomsnittlig årsnederbörd är 2 185 millimeter. Den regnigaste månaden är juni, med i genomsnitt 368 mm nederbörd, och den torraste är januari, med 71 mm nederbörd.